# ピュアリーモンスター
ピュアリーモンスター（英:Purely Monster）は、日本の声優ユニットで女性アイドルグループ。2017年5月1日結成。Stand-Up! Records所属。

## 概要
Stand-Up! Records初の声優ユニットとして、ほぼ女性新人声優で結成。「モンスター級のピュア」を武器に、声優としてもアイドルとしても両方本気で取り組む姿勢を、応援するファンと共に体験共有をするというコンセプトで結成された。

## 来歴
- 2017年 
  - 5月1日 - CLUB CITTA'で開催された「Stand-Up！ LIVE～2017 spring～」にて初披露[3][1]。
  - 5月6日 - マチ★アソビVol.18での『セントールの悩み』トーク&ライブ出演[4]。
  - 5月20日 - アイドルフェス『IDOL CONTENT EXPO ＠イオンモール幕張新都心 supported by ダイキサウンド ～初夏の大無銭祭～』出演[1]。
  - 6月10日 - ヴィーナスフォート2F教会広場でのエラバレシ・A応P・ピュアリーモンスター 合同リリースイベントに出演[5]。
  - 8月2日 - 『教えてダーウィン』でCDデビュー[4]。
  - 8月26日 - fhána「青空のラプソディ」のバックダンサーとしてAnimelo Summer Live出演[2]。
- 2018年
  - 2月23日 - 恵比寿LIQUIDROOMで開催された対バンフリーライブ「Stand-Up! Live〜Winter2018〜ピュアリーモンスター vs イケてるハーツ 無料 Live 」出演[2]。
  - 4月30日 - 初期メンバーの船戸ゆり絵が、前年7月23日にJOL原宿で行われたピュアリーモンスターのイベント中に負傷[6]した足が完治せず、治療に専念するため卒業[7]。
  - 5月30日 - シングル「まだ誰も知らない明日へ」発売[2]。新メンバーとして吉咲みゆ加入を発表[8]
  - 未定 - 位置情報ゲーム『マップラス＋カノジョ』との共同プロジェクト[9]
- 2019年
  - 1月20日 - 初のワンマンライブを開催。
  - 11月9日 - 仮屋美希が5月末に「左薄筋、大腿二頭筋筋損傷」により一時活動休止したが、その後はリハビリをしながら活動を続けたものの、8月に再発した事で治療に専念する為に卒業[10]。
  - 12月20日 - ピュアリーモンスター2ndワンマンライブ「Happy Merry Merry Christmas LIVE☆」にて安藤鈴菜と藤本麻依の加入を発表[11]。
- 2020年
  - 1月11日 - 桐生朱音が4thシングルの活動をもって卒業し、声優業を含む芸能活動に区切りをつけることを発表[12]。
  - 5月31日 - 藤本麻依脱退[13]。
- 2021年
  - 4月4日 - 立川怜奈・塙有咲・勝野里奈・杉田夏海が新メンバーとして加入
  - 5月17日 - 石飛恵里花と柳木みりが5thシングルの活動をもって卒業することを発表[14]。
- 2022年
  - 5月16日 - 杉田夏海と立川怜奈が体調不良を理由に活動休止。
  - 10月3日 - 立川怜奈が脱退[15][16]。
  - 12月14日 - 杉田夏海が卒業[17]
- 2023年
  - 6月24日 - 今野優月が卒業。
  - 9月14日 - 華山七彩・菅原もも・白城もえの・西門志織が新メンバーとして加入。
- 2024年
  - 12月22日 - 吉咲みゆが「ピュアリーモンスター・クリスマスライブ2024」にて翌年4月27日に行われる卒業ライブをもって卒業することを発表[18]。

## メンバー
| 氏名                        | 誕生日  | イメージカラー | 出身地 | 所属・備考         |
| --------------------------- | ------- | -------------- | ------ | ------------------ |
| 吉咲みゆ （よしざきみゆ）   | 10月4日 | ブルー         | 埼玉県 | ホーリーピーク所属 |
| 安藤鈴菜 （あんどうれいな） | 5月25日 | ワインレッド   | 千葉県 | アミュレート所属   |
| 塙有咲 （はなわありさ）     | 3月18日 | グリーン       | 茨城県 | ホーリーピーク所属 |
| 勝野里奈 （かつのりな）     | 12月3日 | イエロー       | 東京都 | アミュレート準所属 |
| 華山七彩 （かやまななせ）   | 8月7日  | ビビットピンク | 埼玉県 | ホーリーピーク所属 |
| 菅原もも （すがわらもも）   | 3月2日  | ももいろピンク | 北海道 | ホーリーピーク所属 |
| 白城もえの （しらきもえの） | 3月26日 | ホワイト       | 岡山県 | ホーリーピーク所属 |
| 西門志織 （にしかどしおり） | 4月2日  | 紫             | 愛知県 | ホーリーピーク所属 |

### 旧メンバー
| 氏名                          | 誕生日  | イメージカラー | 出身地   | 備考                               |
| ----------------------------- | ------- | -------------- | -------- | ---------------------------------- |
| 船戸ゆり絵 （ふなとゆりえ）   | 9月18日 | 水色           | 埼玉県   | 2018年4月30日卒業                  |
| 仮屋美希 （かりやみき）       | 7月8日  | オレンジ       | 神奈川県 | 2019年11月9日卒業                  |
| 桐生朱音 （きりゅうあかね）   | 9月17日 | 赤             | 東京都   | 2020年3月14日卒業                  |
| 藤本麻依 （ふじもとまい）     | 8月7日  |                | 福岡県   | 2020年5月31日脱退                  |
| 富沢恵莉 （とみざわえり）     | 1月28日 | ピンク         | 東京都   | 2021年2月27日卒業                  |
| 中島優衣 （なかじまゆい）     | 5月20日 | 黄色           | 神奈川県 | 2021年2月27日卒業                  |
| 石飛恵里花 （いしとびえりか） | 5月9日  | 白             | 埼玉県   | 2021年11月3日卒業                  |
| 柳木みり （やなぎみり）       | 6月25日 | 緑             | 東京都   | 2021年11月3日卒業                  |
| 立川怜奈 （たちかわれいな）   | 3月27日 | ホワイト       | 埼玉県   | 2022年10月3日卒業                  |
| 杉田夏海 （すぎたなつみ）     | 3月5日  | ピンク         | 埼玉県   | 2022年12月14日卒業                 |
| 今野優月 （こんのゆづき）     | 9月12日 | パープル       | 東京都   | アミュレート所属 2023年6月24日卒業 |

## 作品
Stand-Up! Records
※順位はオリコン週間ランキング最高位。

### その他CD
| #   | 発売日        | タイトル                                          | 規格品番  | ジャンル |
| --- | ------------- | ------------------------------------------------- | --------- | -------- |
| 1st | 2019年6月19日 | ピュアリーモンスターのピュアモンラジオ DJCD vol.1 | USSW-0188 | ラジオCD |
| 2nd | 2019年6月19日 | エンジェルスコア                                  | USSW-0189 | ドラマCD |
| 3rd | 2021年9月29日 | ピュアリーモンスターのピュアモンラジオ DJCD vol.2 | USSW-0318 | ラジオCD |

### タイアップ
| 年     | 楽曲                   | タイアップ                                                                                          |
| ------ | ---------------------- | --------------------------------------------------------------------------------------------------- |
| 2017年 | 教えてダーウィン       | テレビアニメ『セントールの悩み』オープニングテーマ                                                  |
| 2017年 | 教えてダーウィン       | テレビ東京『アニメマシテ』エンディングテーマ                                                        |
| 2018年 | Trip Stream!!          | テレビ東京系「勇者ああああ～ゲーム知識ゼロでもなんとなく見られるゲーム番組～」5月エンディングテーマ |
| 2018年 | まだ誰も知らない明日へ | スマートフォン向けファンタジーRPG『エターナルリンケージ〜蒼穹のアムネシア〜』主題歌                 |
| 2018年 | Secret Story           | TVアニメ「俺が好きなのは妹だけど妹じゃない」オープニングテーマ                                      |
| 2018年 | Infinite Horizon       | ゲーム「りっく☆じあ〜す」テーマソング                                                               |
| 2020年 | 多次元トラベリング     | TVアニメ「異常生物見聞録」エンディングテーマ                                                        |

## 出演
※はインターネット配信。
- NACK ピュアラジ（2017年 - 、年3回程度不定期で日曜28:00-29:00、NACK5）
- ピュアリーモンスターのピュアモンラジオ（2018年 - 、HiBiKi Radio Station※）[22]
- MIRAI系アイドルTV（TOKYO MX2018年11月7日 -・サンテレビ2019年4月6日- 、YouTube公式チャンネルにて過去回をアップロード）